# 馬維里克·維那勒斯
馬維里克·維那勒斯·魯伊斯 （西班牙語：Maverick Viñales Ruiz，1995年1月12日—），是一名西班牙世界摩托車錦標賽車手，目前為MotoGP級別的選手。現效力於紅牛KTM  Tech3車隊。曾獲2013年的Moto3世界冠軍，2015年時在MotoGP上獲得了年度新秀稱號，他曾在山葉車隊效力五個賽季，直到2021賽季中雙方同意終止合作。

## 生涯

### 早期生涯
維那勒斯出生於菲格拉斯，上安普爾丹，三歲時開始參加小型摩托車比賽，之後轉戰摩托車越野賽，最終於2002年參加巡迴賽，參加了加泰隆尼亞的50cc錦標賽，之後在70cc“metrakit”摩托車賽事獲得出色的表現。
2007年，他成為加泰隆尼亞125cc錦標賽的冠軍，並在2008年重複了這一壯舉，並贏得了地中海杯。同樣在2008年，他駕駛艾普利亞 RS 125 R 參加了RZT Racing的德國IDM 125GP錦標賽的選定賽事，獲得了第七名的最佳成績。2009年，他與Blusens-BQR團隊一起升級到CEV Buckler 125GP系列，跟米格爾·奧利維拉成為隊友。維那勒斯以年度最佳新秀的身份結束了本賽季，他在總積分榜上以4分之差的輸給阿爾貝托·蒙卡約獲得亞軍。維那勒斯在本賽季連續四次登上領獎台，其中就包括赫雷斯賽道。
2010年，維那勒斯和奧利維拉加入了Blusens的不同車隊並為冠軍頭銜而戰，儘管在阿爾巴塞特賽道贏得兩次勝利與奧利維拉的四場勝利和兩場第二名相比，維那勒斯在本賽季七場比賽中的每一場都登上領獎台後僅以兩分的優勢奪得冠軍，奧利維拉在阿爾巴塞特的一場比賽中摔倒了。2010年歐洲錦標賽冠軍的單場比賽也在維那勒斯的獲勝賽道阿爾巴塞特賽道舉行，他在同一地點以微弱優勢獲得了今年的第三場胜利。

### 125cc世界錦標賽

#### Blusens-BQR Team (2011)
維那勒斯在2011賽季之前參加了125cc世界錦標賽，與老將塞吉歐·加德亞成為隊友，加德亞在Moto2賽季後重返125cc級別，賽前Blusens-BQR team與美國社交名流芭黎絲·希爾頓合作組建SuperMartxé VIP車隊。維那勒斯在瓦倫西亞的季前測試中給人留下了深刻的印象，在卡達大獎賽首秀獲得第九名。由於剎車故障在西班牙大獎賽退賽後，維那勒斯在葡萄牙大獎賽獲得第四名，以0.002秒之差輸給約翰·薩爾科與領獎台失之交臂。
兩週後的法國大獎賽，維那勒斯排位賽第三名的成績首次在前排發車，正賽的倒數第二個彎，當時積分榜第一的尼古拉斯·特羅爾失誤走偏，讓維那勒斯有機會內切超車，他最終以0.048秒差距衝線，獲得分站冠軍。他在16岁123天的年齡成為第三年輕贏得分站冠軍的車手僅次於史考特·雷丁和馬爾科·梅蘭德里。在法國站之後又獲三個分站冠軍，維那勒斯在新秀賽季中總排名第三名，並獲得了年度最佳新秀獎。

### Moto3 世界摩托車錦標賽

#### Blusens Avintia (2012)

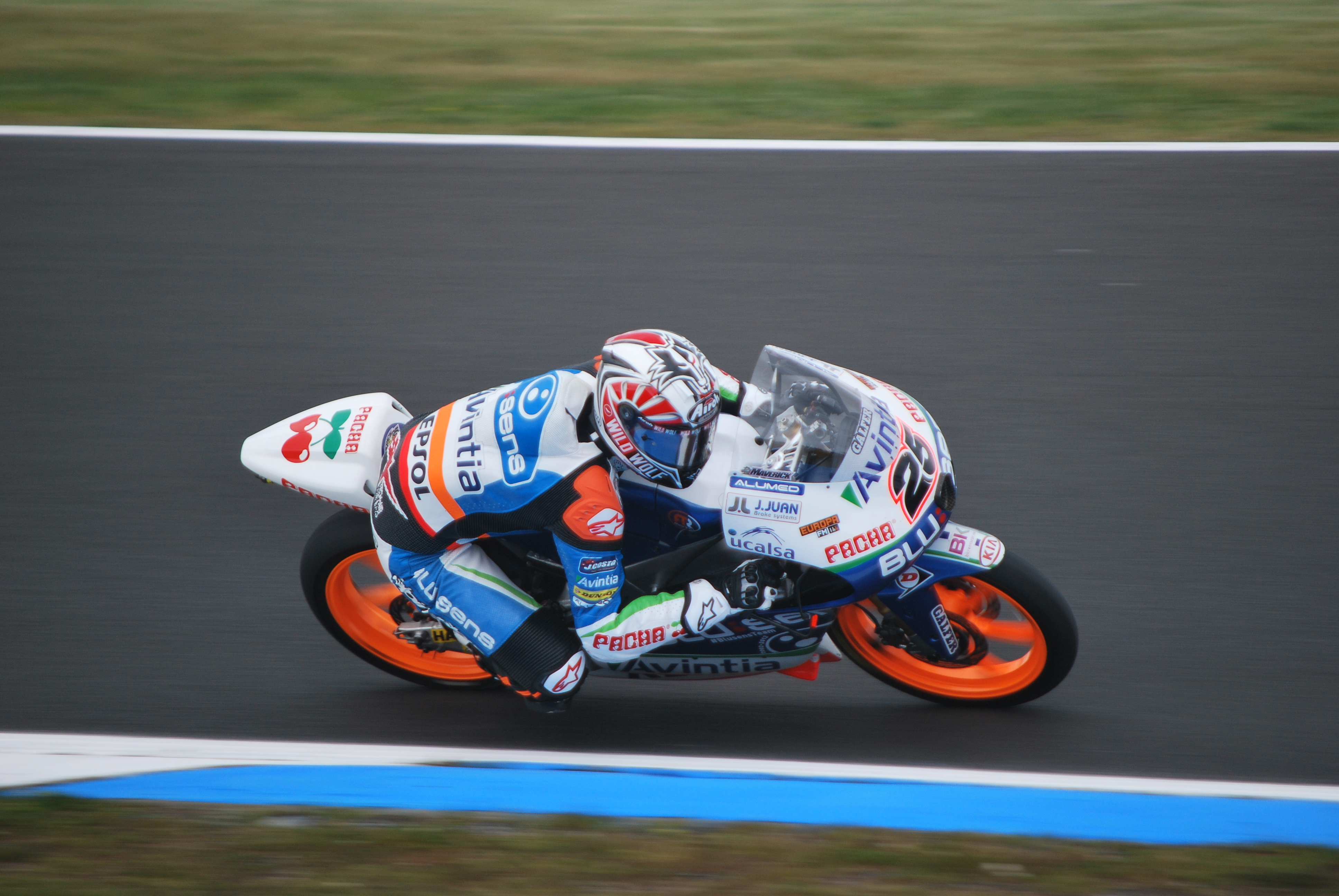
維那勒斯在2012 澳洲摩托大獎賽

維那勒斯加入Blusens Avintia出戰2012賽季，做為新成立的Moto3的奪冠熱門，他在賽季初贏得了五場比賽，但由於幾次退賽缺乏穩定性。進入馬來西亞奪冠機會渺茫的他，憤怒地離隊飛回家，退出比賽，震驚了粉絲和媒體。桑德羅·科蒂斯贏得了分站冠軍並提前封王，路易斯·薩羅姆獲得了總排名第二名。維那勒斯後來表示，他沒有被告知其他 Moto3 車隊的報價，車隊拒絕將他升入Moto2，而是讓他將合約延長到2014年，並且他無法與車隊一起獲勝，因為它是一支“二流車隊”。最後維那勒斯道歉，並返回車隊參加本賽季的最後兩場比賽，總排名獲得第三名但將亞軍位置輸給了薩羅姆。

#### Team Calvo (2013)

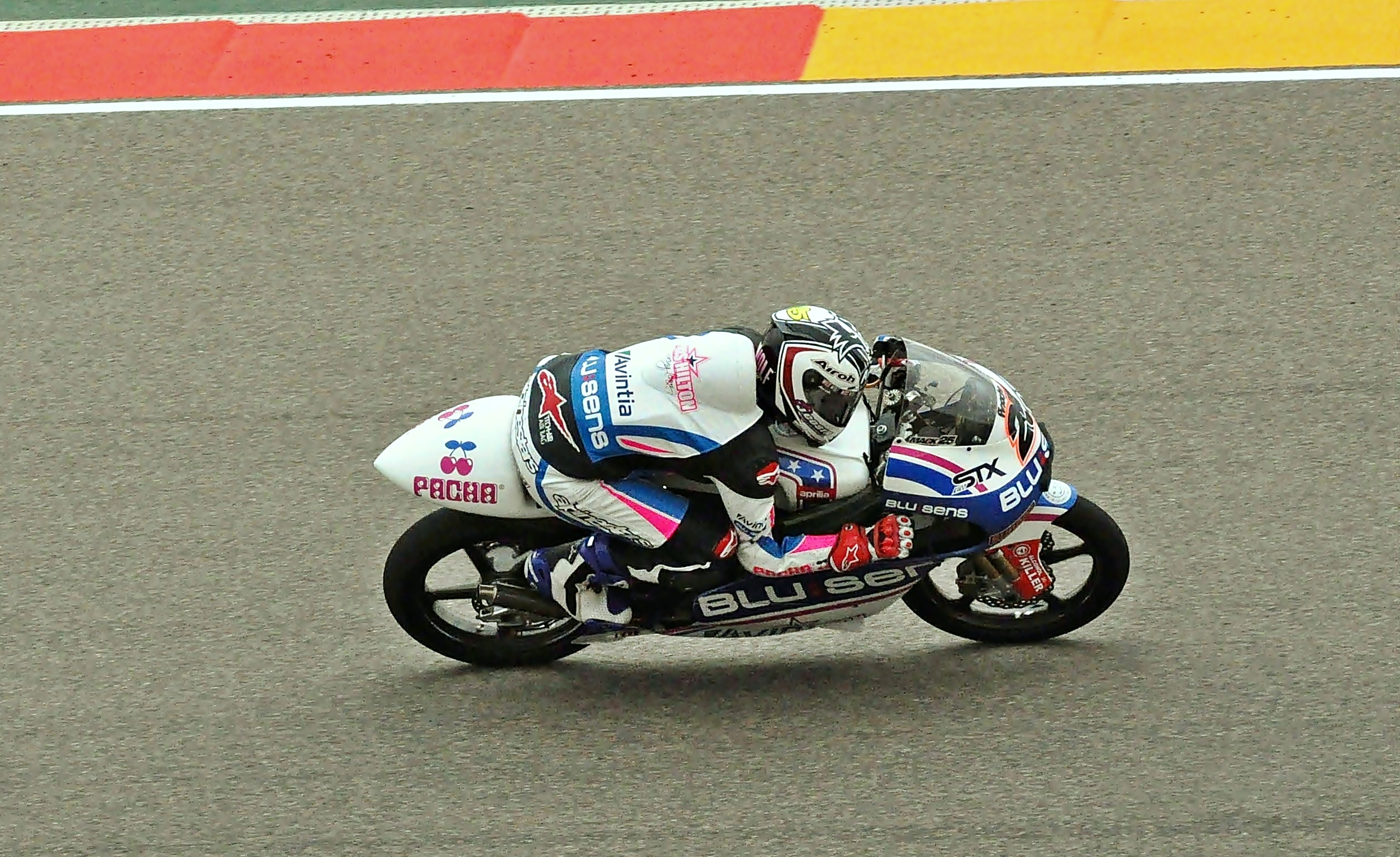
2013年維那勒斯在2013年 亞拉岡摩托大獎賽

## 個人生活
維那勒斯之所以被命名為小牛（英語：Maverick），是因為他的父親是《捍衛戰士》電影的粉絲。
馬維里克的堂弟為世界超級摩托車錦標賽SSP300組別選手迪恩·貝爾塔·維那勒斯，迪恩於2021年9月因賽道事故逝世，得年15歲。

## 外部連結
- 官方网站